# Brits olympisch voetbalelftal (vrouwen)
Het Brits olympisch vrouwenvoetbalelftal is de voetbalploeg die het Verenigd Koninkrijk van Groot-Brittannië en Noord-Ierland vertegenwoordigt op het vrouwentoernooi van de Olympische Spelen.
Op de Olympische Spelen worden de vier Home-Nations (Engeland, Noord-Ierland, Schotland en Wales) vertegenwoordigd door het Brits Olympisch Comité waardoor alleen het Brits voetbalelftal kan meedoen aan de Spelen en niet de afzonderlijke Home-Nations. Het olympisch voetbaltoernooi wordt door de FIFA georganiseerd, maar in tegenstelling tot de Home-Nations is het Britse team niet bij de FIFA aangesloten. Daardoor kan het Britse team niet zelf meedoen aan het olympische kwalificatietoernooi en zich dus niet eigenhandig plaatsen voor de Olympische Spelen. Bovendien staat het IOC niet toe dat een van de Home-Nations namens Groot-Brittannië uitkomt. Een uitzondering is uiteindelijk gemaakt voor 2012 wanneer de Spelen in eigen land plaatsvonden. Na 2012 werd naar een oplossing gezocht waardoor het Britse elftal ook zou kunnen deelnemen wanneer het geen gastland is. Men bereikte echter niet tijdig een overeenkomst voor het kwalificatietoernooi voor de Olympische Zomerspelen van 2016. Drie jaar later lukte dat wel. Men kwam overeen dat voortaan de hoogste geplaatste Home-Nation op de FIFA-ranglijst zou worden genomineerd om kwalificatie voor de Olympische spelen te verzekeren voor het Britse elftal. Hierdoor werd Engeland genomineerd om tijdens het wereldkampioenschap voetbal voor vrouwen in 2019 een van de drie kwalificatieplaatsen voor de UEFA-landen te proberen veroveren. Dit lukte en zo kwalificeerde het Britse elftal zich voor de Olympische Zomerspelen van 2020, tijdens deze spelen was wederom de kwartfinale het eindstation.

## Londen 2012
Omdat de Olympische Spelen in 2012 in Londen plaatsvinden heeft het Brits Olympisch Comité aangekondigd dat speciaal voor de Spelen een Brits voetbalelftal wordt samengesteld. De voetbalbonden van Noord-Ierland, Schotland en Wales hadden weinig interesse in deelname aan dit project. De voetbalbonden van de Home-Nations hebben uiteindelijk een akkoord gesloten dat alleen spelers uit Engeland in het Britse team worden opgenomen. De FIFA is hiermee akkoord gegaan. Uiteidenlijk werden toch twee Schotse speelsters geselecteerd, terwijl nog één Schotse en één Noord-Ierse als stand-byreservespeelsters werden geselecteerd.
Voorafgaand aan de Spelen werd op 15 juli 2012 in Birmingham een trainingswedstrijd zonder toeschouwers gespeeld tegen Zuid-Afrika, die met 3-1 werd gewonnen. Op 20 juli 2012 werd in het Riverside Stadium in Middlesbrough een oefenwedstrijd tegen Zweden met 0-0 gelijk gespeeld.
Op de Olympische Spelen werden de drie groepswedstrijden gewonnen, waarbij geen tegendoelpunt werd geïncasseerd. In de kwartfinale werd echter met 0-2 van Canada verloren.

### Selectie
Bondscoach: Hope Powell
| No.                       | Naam               | Positie        | Nationaal elftal | Club                |
| ------------------------- | ------------------ | -------------- | ---------------- | ------------------- |
| 1                         | Karen Bardsley     | doelvrouw      | Engeland         | Linköpings FC       |
| 2                         | Alex Scott         | verdedigster   | Engeland         | Arsenal LFC         |
| 3                         | Stephanie Houghton | middenveldster | Engeland         | Arsenal LFC         |
| 4                         | Jill Scott         | middenveldster | Engeland         | Everton LFC         |
| 5                         | Sophie Bradley     | verdedigster   | Engeland         | Lincoln Ladies FC   |
| 6                         | Casey Stoney       | verdedigster   | Engeland         | Lincoln Ladies FC   |
| 7                         | Karen Carney       | aanvalster     | Engeland         | Birmingham City LFC |
| 8                         | Fara Williams      | middenveldster | Engeland         | Everton LFC         |
| 9                         | Ellen White        | aanvalster     | Engeland         | Arsenal LFC         |
| 10                        | Kelly Smith        | aanvalster     | Engeland         | Arsenal LFC         |
| 11                        | Rachel Yankey      | aanvalster     | Engeland         | Arsenal LFC         |
| 12                        | Kim Little         | middenveldster | Schotland        | Arsenal LFC         |
| 13                        | Ifeoma Dieke       | verdedigster   | Schotland        | Vittsjö GIK         |
| 14                        | Anita Asante       | middenveldster | Engeland         | Göteborg FC         |
| 15                        | Eniola Aluko       | aanvalster     | Engeland         | Birmingham City LFC |
| 16                        | Claire Rafferty    | verdedigster   | Engeland         | Chelsea LFC         |
| 17                        | Rachel Williams    | aanvalster     | Engeland         | Birmingham City LFC |
| 18                        | Rachel Brown       | doelvrouw      | Engeland         | Everton LFC         |
| Stand-byreservespeelsters |                    |                |                  |                     |
| 19                        | Dunia Susi         | verdedigster   | Engeland         | Chelsea LFC         |
| 20                        | Jessica Clarke     | aanvalster     | Engeland         | Lincoln Ladies FC   |
| 21                        | Jane Ross          | aanvalster     | Schotland        | Glasgow City FC     |
| 22                        | Emma Higgins       | doelvrouw      | Noord-Ierland    | KR Reykjavík        |